# Liste des barons de Pontchâteau
Il est fait mention, dès le XIe siècle, d'un château à Pontchâteau. Il n'en reste aujourd'hui aucune trace. Son propriétaire Daniel du Pont vivait en 1040.
Le château s'élevait au bord du Brivet à côté du pont qui lui avait donné son nom. Il était détruit depuis plusieurs siècles, et depuis on appelait "chasteau" « une pièce de terre en labour et bois taillis, joignant l'estang du Haut- Brivet ». À côté de cette forteresse, les anciens barons de Pontchâteau avaient fortifié leur petite ville elle-même, car en 1755 on y voyait encore une porte de ville appelée la Porte nantaise.
Daniel II du Pont, comte de Pontchâteau, fait donation en 1096 de terres, ainsi que de l'église de Kéren (avec tous les revenus qui y sont attachés) à Bernard de Saint-Venant, abbé du prieuré bénédictin Saint-Martin (dépendant de l'Abbaye de Marmoutier (Tours)).
Comptant parmi les Neuf Anciens Barons de Bretagne, le Baron de Pontchâteau avait l'honneur de porter l'évêque de Nantes à son entrée dans sa ville épiscopale. En récompense de ce service, il avait droit d'emporter la vaisselle ayant servi au repas d'intronisation de ce prélat. Au haut Moyen Âge, parmi les seigneurs représentés aux États de Bretagne, les barons de Pontchâteau et de Pont-l'Abbé n'ont qu'une place dont ils jouissent alternativement, car on n'a pu décider lequel des deux est le véritable baron de Pont. Cela proviendrait d'un mariage survenu à une date inconnue entre la fille d'un abbé laïc de Tudy et un membre de la famille des barons du Pont, à l'origine du nom de Pont-l'Abbé.
La baronnie de Pontchâteau s'étendait en sept paroisses : Pontchâteau, Drefféac, Crossac, Saint-Gildas-des-Bois, Guenrouët, Quilly et Campbon. 
Les premiers seigneurs prirent le titre de barons du Pont.

## Famille dePontchâteau
- Daniel Ier du Pont, baron de Pontchâteau,

- Jarnogon Ier du Pont, baron de Pontchâteau, fils du précédent, qui fit une donation au monastère de Saint-Cyr de Nantes, du temps de Budic (évêque de cette ville de 1042 à 1049).

- Daniel II du Pont ( † après 1096), baron de Pontchâteau, fils du précédent,
marié à Agnès, dont :
Jarnogon II du Pont, baron de Pontchâteau,
Geffroy du Pont ( † après 1096),
Judicaël du Pont ( † après 1096),

- Jarnogon II du Pont ( † après 1096), baron de Pontchâteau, fils du précédent,

- Olivier Ier du Pont ( † après 1126), baron de Pontchâteau, fils du précédent,
marié à Agnès, dont :
Eudes Ier de Pontchâteau, Baron de Pontchâteau,
Olivier II de Pontchâteau,

Olivier Ier du Pont persécuta violemment les moines de l'Abbaye Saint-Sauveur de Redon. Enfermé par le duc Conan III dans le château de Nantes, il ne recouvra sa liberté qu'en abandonnant en 1126 aux religieux de Redon sa terre de Ballac en Pierric.
Ayant recommencé ses déprédations sur les terres de Saint-Sauveur de Redon, il fut excommunié par l'évêque de Nantes et dut encore donner à cette abbaye une partie de ses terres. 

Armes de Eudes Ier du Pont

- Eudes Ier ou Eudon (vers 1165 † après 1200), Baron de Pontchâteau, se bat à Bouvines, en 1214 aux côtés de Philippe-Auguste contre Otton IV et ses alliés,
marié à Constance (née vers 1170), fille de Alain III, vicomte de Rohan, dont :
Constance de Pontchâteau,

En 1189 et 1190, en accord avec sa mère et son frère Olivier, Eudes Ier fit quelques donations aux bénédictins de Marmoutiers du prieuré de Pontchâteau et de Béré. Il en fit de même en 1200 à l'Abbaye Notre-Dame de Blanche-Couronne et prit la croix pour aller combattre en Terre sainte,
Le sceau de ce baron portait les armoiries de sa famille : 
De vair à trois croissants de gueules.
- Constance (vers 1190 † avant 1263), dame de Pontchâteau,
mariée à Guillaume (vers 1175 † avant 1225), seigneur de Clisson, dont :
Olivier Ier le Vieil , seigneur de Clisson (vers 1205 † 1262),
marié à Plaisou / Plésou / Plézou, dame de La Roche-Derrien (vers 1202 † après 1269), fille de Conan V de Penthièvre (1160 † 1202) et d'Aliénor De Quemper-Guézennec, dont :
Jeanne (vers 1225 † 1269),
mariée à Robert I de Beaumanoir ( † après 1245),
mariée à Bertrand Gouyon ( † 1337),
Olivier II le Jeune (vers 1236 † vers 1307), seigneur de Clisson, co-seigneur de Pontchâteau, seigneur de Blain,
marié  à Jeanne Marie Bertran de Bricquebec, dame du Thuit, fille de Guillaume, seigneur de Thury et du Thuit, dont :
Olivier III (vers 1264 † 2 août 1343), seigneur de Clisson, baron de Pontchâteau, seigneur de Blain, et du Thuit,
mariée à Hervé Ier (né vers 1195 ), sire de Blain, dont[3] :
Eudon ou Eden, co-seigneur de Pontchâteau,
Guillaume, sire de Fresnay,
Hervé II, co-seigneur de Pontchâteau,

## Famille de Blain

Armes des Seigneurs de Blain

- Hervé II de Blain (1235 † après 1278), co-seigneur de Pontchâteau,
mariée vers 1244 à Olive (1230 † 1278), fille de Thibaut V Chabot (vers 1194 † après 1269), seigneur de Chantemerle et d'Oulmes, dont :
Eon, sire de Fresnay,
marié à Marie de Rochefort, dont :
Eon de Blain ( † 19 septembre 1356 - Bataille de Poitiers), sans postérité,
Hervé de Blain ( † 29 septembre 1364 - Bataille d'Auray), sans postérité,
Marquise,
mariée à Jean V, sire de Maure et de Quéhillac,
Eustachie (née vers 1270), dame de la Rocheservière,
mariée à Hervé (né vers 1270), vicomte de Volvire, seigneur de Nieuil et de Pehant, dont :
Maurice (1300 † 1350), seigneur de Nieuil, Péhant, Châteauneuf en Gastine, Chassenon, Fresnay, La Roche Hervé, Bertais, Tentenio (en Bretagne), et la Rocheservière, en Poitou,
Olive ( † après 1357),
mariée à Constantin Asse[4], ( † après 1357), dont :
Isabeau ( † après 1412),
mariée à Guillaume Chauveau, seigneur de Boissouden,
Alix,
mariée en 1336 à Olivier d'Ust[5],
Simon,
marié à Aliénor de Montfort, sans postérité,

- Eudon ou Eden, co-seigneur de Pontchâteau. Frère cadet du précédent, sa seigneurie se trouvait en 1265 partagée avec son demi-frère  Olivier Ier, seigneur de Clisson, et ce jusqu'en 1294 lorsque :

« Le seignor de Cliczon et Eon de Pontchasteau recongneurent que ils devoient au duc de Bretagne dous (deux) chevaliers d'ost par raeson de la terre de Pontchastel ».
La seigneurie finit par demeurer tout entière entre les mains des sires de Clisson.

## Famille de Clisson
En 1294, la terre de Pontchâteau est entre les mains d'Olivier III de Clisson et d'Eudon de Blain.
- Olivier III de Clisson (vers 1264 † 2 août 1343), seigneur de Clisson, baron de Pontchâteau, seigneur de Blain, et du Thuit,
marié en 1299 à Isabeau (1278 † 30 juillet 1350), fille de Maurice VI de Craon, dont :
Olivier IV de Clisson,
Amaury Ier ( † 20 juin 1347 - Bataille de la Roche-Derrien), seigneur de La Blandinaye,
marié à Isabeau, dame de Remefort et de Mortiercrolles, dont :
Amaury II, seigneur de Remefort,
Isabeau de Clisson,
mariée en 1351 à Renaud d'Ancenis, seigneur de Soubs,
Gauthier ( † 1342), Gouverneur de Brest,
Mahaud,
mariée à Gui de Bauçay, seigneur de Chenecé, puis,
mariée à Savary III de Vivonne, seigneur de Thors.

- Olivier IV de Clisson, (vers 1300 † décapité le 2 août 1343 - Les Halles, Paris), seigneur de Clisson, baron de Pontchâteau, seigneur de Blain, Exécuté, pour trahison : il avait abandonné la cause légitime de Charles de Blois pour rallier les rangs de l'usurpateur Jean de Montfort,
marié en 1320 à Blanche de Bouville, dont :
Jean, qui mourra sans postérité,
marié en 1328 à Jeanne de Belleville (vers 1300 † 1359), dite la Tigresse bretonne ou la Lionne sanglante, dame de Montaigu, de Belleville et de Palluau, dont :
Maurice,
Guillaume,
Olivier le Connétable
Isabeau ( † 5 avril 1343), 
mariée à Jean Ier, seigneur de Rieux, dont :
Guillaume IV, 14e seigneur de Rieux,
Jean II, 15e seigneur de Rieux,
Jeanne, ( † 8 septembre 1395),
Jeanne, dame de Belleville, 
mariée à Jean Ier Harpedane, seigneur de Belleville, Général de l'armée anglaise en Guyenne, connétable d'Angleterre, chambellan du roi Charles VI,

Armes de Olivier V de Clisson, De gueules au lion d'argent armé lampassé et couronné d'or.

- Olivier V de Clisson, dit Le Connétable de Clisson, le Boucher, L'Eborgné d'Auray (23 avril 1336 au château de Clisson † 22 avril 1407 au Château de Josselin), seigneur de Clisson, comte de Porhoët, baron de Pontchâteau, seigneur de Blain, Connétable de France,
marié le 12 février 1361 à Catherine de Laval, dont :
Marguerite,
Béatrix,
marié vers 1378 à Marguerite, fille de Alain VII, vicomte de Rohan,

- Béatrix de Clisson ( † 1448), comtesse de Porhoët, baronne de Pontchâteau, dame de Blain,
mariée en 1407 à Alain VIII ( † 1429), vicomte de Rohan, seigneur de Noyon-sur-Andelle, du Pont-Saint-Pierre, de Radepont, dont :
Alain IX, vicomte de Rohan, comte de Porhoët, seigneur de Léon,

Béatrix porte la seigneurie en 1407, aux Rohan.

## Famille de Rohan

Armes de la Famille de Rohan.

- Alain IX dit le Grand ou le Bâtisseur (vers 1382 † 20 mars 1462 - château de La Chèze), fils des précédents, vicomte de Rohan, comte de Porhoët, seigneur de Léon, baron de Pontchâteau, seigneur de Noyon-sur-Andelle, du Pont-Saint-Pierre, de Radepont et de La Garnache,
marié le 26 juin 1407, en la chapelle du château de Nantes à Marguerite (vers 1392 † 13 avril 1428), dame de Guillac, fille du duc Jean IV, dont :
Alain (1408 † tué au siège de Fougères en 1449), comte de Porhoët,
marié en 1443 à Yolande de Laval,
Marguerite (vers 1412 † 1497 - château de Cognac),
mariée le 31 août 1449 à Jean d'Orléans (1399 † 1467), comte d'Angoulême,
Catherine (vers 1425 † après le 24 mars 1471), 
mariée en 1429 à Jacques de Dinan ( † 30 avril 1444), chevalier banneret, seigneur de Beaumanoir, de Montafilant, et du Bodister, capitaine de Josselin, gouverneur des ville et Château de Sablé, grand bouteiller de France, puis,
mariée en 1447 Jean Ier d'Albret, vicomte de Tartas,
Jeanne (1415 † après le 29 juin 1459),
mariée le 11 février 1442 à François, seigneur de Rieux et chambellan du Duc de Bretagne,
Béatrix, morte jeune,
marié le 16 novembre 1450 à Marie ( † 1455), fille de Antoine de Lorraine (1400 † 22 mars 1458), comte de Vaudémont et sire de Joinville, dont :
Jean II (16 novembre 1452 † 1er avril 1516 - château de Blain), vicomte de Rohan, comte de Porhoët, seigneur de Léon, seigneur de la Garnache et de Beauvoir-sur-Mer, Conseiller et chambellan du roi Charles VIII,
Catherine
mariée à René de Keradreux ( † 1479),
marié en 1456 à Péronelle de Maillé, dont :
Pierre, baron de Pontchâteau,
Louis,
François, mort en bas âge,
Antoine,
Madeleine, religieuse à Fontevrault,
Anna, religieuse à Fontevrault,
Isabeau,

Blason de Pierre de Rohan : «Écu bordé et chargé de sept macles.»

- Pierre de Rohan ( † vers le 24 juin 1491), baron de Pontchâteau, et baron consort de Quintin, (Scelle de son sceau un acte du 18 juin 1491. Armes : «Écu bordé et chargé de sept macles.»), Capitaine de plusieurs compagnies,
marié le 20 novembre 1484 à Jeanne du Périer ( † 1504 ou 1505), baronne de Quintin, dame de la Roche d'Iré, dont :
Christophe de Rohan, mort, certainement avant son père, sans postérité,
marié à Jeanne de Daillon,
marié à Isabeau ( † 1519), dame de La Chapelle et de Molac,

- Charles de Rohan (peut être fils de Pierre de Rohan), en 1493 est dit "haut et puissant Messire, chevalier de l'Ordre du Roi, seigneur de Ponchâteau et comte de Quintin[7]".

À la mort de Pierre de Rohan, décédé sans postérité, la baronnie de Pontchâteau échut à Gilles Ier, sire de Loué, du chef de sa femme Françoise de Maillé, fille de François, sire de Maillé et de Marguerite de Rohan-Guémené.
La terre de Pontchâteau aura été tenu en douaire par Perronnelle de Maillé. Elle en rendit aveu au duc de Bretagne en 1466. Elle jouissait encore de cette baronnie en 1489, étant alors remariée à Rolland sire de Rostrenen.

### Branche de Guémené
- Marguerite de Rohan-Guémené, fille de Louis II de Rohan-Guémené,  Le Grand (1444 † 25 mai 1508), seigneur de Guémené et baron de Lanvaux, seigneur de La Roche-Moysan, du Mortiercrolles, de Condé-sur-Noireau, de Tracy et de Vassy,
mariée en 1490 à François de Maillé ( † mai 1501), baron de Maillé, vicomte de Tours, dont :
Françoise de Maillé, vicomtesse de Brosse, baronne de Pontchâteau,

## Famille de Maillé

Armes de la Famille de Maillé : D'or à trois fasces nébulées de gueules.

- Péronelle de Maillé, baronne douairière de Pontchâteau de 1466 à 1489,
mariée en 1456 à Alain IX de Rohan (vers 1382 † 20 mars 1462 - château de La Chèze), vicomte de Rohan, comte de Porhoët, seigneur de Léon, baron de Pontchâteau, seigneur de Noyon-sur-Andelle, du Pont-Saint-Pierre, de Radepont et de La Garnache, puis,
mariée à Rolland, sire de Rostrenen.

- Françoise de Maillé ( † entre 1518 et 1534), vicomtesse de Brosse, baronne de Pontchâteau, dame de Maillé, de La Rochecorborn, de La Haye et de La Motte-Sainte-Heraye,
mariée vers 1500 à Gilles Ier de Laval-Loué ( † assassiné le 6 août 1556), seigneur de Loué, de Benais, de Montsabert, de Marcillé, du Parvis et de Bressuire, dont :
René Ier de Laval-Loué, vicomte de Brosse, seigneur de Bressuire, de Maillé et de La Motte-Sainte-Heraye,
marié en 1531 à Jeanne, fille de René de Brosse ( † 24 février 1525 - Bataille de Pavie), comte de Penthièvre, mariage sans postérité,
Gilles II de Laval-Loué ( † décembre 1559), vicomte de Brosse, seigneur de Loué, de Benais, de Montsabert, de Marcillé, du Parvis, de Bressuire, de Maillé, La Rochecorborn, La Haye, et de La Motte-Sainte-Heraye,
marié en 1536 avec Louise de Sainte-Maure, dont :
René II de Laval-Loué (1539 † 8 octobre 1562), seigneur de Loué,
marié en 1559 à Renée de Rohan-Guémené,
Gabrielle (29 janvier 1540 † après 1593),
mariée à François Aux Epaules ( † avant 1593), seigneur de Pizy,
Jean (25 avril 1542 † 20 septembre 1578), marquis de Nesle,
marié en 1563 à Renée de Rohan-Guémené, veuve de son frère, dont :
Guy (28 juillet 1565 † 15 avril 1590 - Château d'Esclimont), marquis de Nesle,
marié à Marguerite Hurault (1574 † 1614), sans postérité,
marié à Françoise de Birague,
Jeanne,
mariée le 14 février 1564 à François ( † 1587), seigneur de Saint-Nectaire,
Anne de Laval-Loué, baronne de Pontchâteau, dame du Percer-de-Pregaste, de Mazières, de Blandannay, de La Préflonnière et de Grigné,

## Famille de Laval

### Deuxième maison de Laval

Armes des Rameau de Châtillon puis de Loué de la Deuxième maison de Laval.

- Anne de Laval-Loué, baronne de Pontchâteau, dame du Percer-de-Pregaste, de Mazières, de Blandannay, de La Préflonnière et de Grigné,
mariée le 18 janvier 1530 à Philippe de Chambes (vers 1500 † avant 1574), seigneur puis (1560) baron de Montsoreau, seigneur de La Grève, de La Coutancière et du Lion d'Angers, dont :
Jean de Chambes, baron puis comte de Montsoreau, baron de Pontchâteau,
Charles de Chambes, comte de Montsoreau, baron de Pontchâteau,

## Famille de Chambes

Armes de la Famille de Chambes : D'azur, semé de fleurs-de-lis d'argent, au lion du même, armé, lampassé et couronné de gueules, brochant sur le tout.

- Jean de Chambes (1530 † 15 septembre 1575), baron puis comte de Montsoreau, baron de Pontchâteau (pour laquelle il fit hommage au roi en 1560 et lui rendit aveu en 1567), Gouverneur de Saumur, un des massacreurs de la Saint-Barthélémy (1572).

- Charles de Chambes (28 novembre 1549 - château de Chalain † 16 juin 1621), comte de Montsoreau, baron de Pontchâteau, frère du précédent, Gentilhomme ordinaire de la chambre, chambellan et grand-veneur du Duc d'Alençon, nommé chevalier de l'Ordre de Saint-Michel (23 février 1568),
marié le 10 janvier 1576 à Françoise de Maridor de La Freslonnière († 29 septembre 1620), dont :
René († 1649 - Angleterre), comte de Montsoreau,
marié le 23 juin 1617 à Marie de Fortia,
Charles (né le 22 septembre 1594 - Brain-sur-Allonnes), marquis d'Avoir,
Marguerite,
mariée le 4 octobre 1610 à Louis de La Barre († avant 1633), seigneur de La Brosse et des Hayes, Gentilhomme ordinaire de la chambre du roi,
ainsi que trois autres filles,

Charles de Chambes, comte de Montsoreau, vendit Pontchâteau en 1586 à François du Cambout, sire de Coislin ; qui en fit hommage au roi en 1599.

## Famille du Cambout

Armes de la Famille du Cambout : De gueules, à trois fasces échiquetées d'argent et d'azur de deux tires.

- François du Cambout (vers 1542 † 12 octobre 1625), seigneur du Cambout, de Coislin, de Merionec, du Chef-du-Bois, du Beçay, baron de Pontchâteau (pour laquelle il fit hommage au roi en 1599), conseiller au conseil d'état et privé, chevalier de l'Ordre de Saint-Michel, grand-veneur et général-réformateur des eaux et forêts de Bretagne, capitaine et gouverneur des ville et château de Nantes, chambellan du Duc d'Alençon, gentilhomme de la Chambre du roi,
- Henry du Cambout, mort jeune, baron de Pontchâteau, fils du précédent,
- Charles du Cambout (1577 - château de Coislin † 4 mars 1648 - château de la Bretesche, inhumé en l'église de Missillac), seigneur puis 1er marquis de Coislin (marquisat de Coislin érigé en 1634 à partir des seigneuries de Coislin et Quilly, châtellenie de Campbon et baronnie de Pontchâteau), châtelain de Campbon, seigneur de Quilly, baron de Pontchâteau, baron de La Roche-Bernard, seigneur de Launequien, de Camboy, de Bossignol, de Blais et du Chef-du-Bois, conseiller au conseil d'État et privé, chevalier de l'ordre du Saint-Esprit, gouverneur des ville et forteresse de Brest, lieutenant-général en Basse-Bretagne, président à l'assemblée de la noblesse en qualité d'ancien baron de la province (1624), député des États de Bretagne pour l'ordre de la noblesse (1625) et maintenu en 1630 en toutes les assemblées publiques de la province, aux assises et tenues d'états dans le rang des anciens barons du pays,

Par lettres patentes enregistrées au Parlement de Bretagne le 8 octobre 1665 et à la chambre des comptes de Nantes le 10 décembre 1665, le marquisat de Coislin, les baronnies de Pontchâteau, de La Roche-Bernard, et la seigneurie de Brignan sont réunies en duché-pairie de Coislin.
- François du Cambout ( † 1650), fils du précédent, destiné à l'église, puis baron de Pontchâteau, il eut une épaule cassée au siège d'Aire en 1641,
- Armand du Cambout (1er septembre 1635 à Paris † 16 septembre 1702), neveu du précédent, marquis puis 1er duc de Coislin (par union en 1665 des marquisat de Coislin, baronnies de Pontchâteau, et de La Roche-Bernard et de la seigneurie de Brignan), comte de Crécy, baron de Pontchâteau, baron de La Roche-Bernard, seigneur de Brignan, maître de camp général de la cavalerie légère de France, lieutenant-général des armées du roi en Basse-Bretagne, Prévôt de Paris, élu membre de l'Académie française en 1652, il en deviendra doyen, chevalier de l'ordre du Saint-Esprit, pair de France, neveu du précédent, fils de Pierre-César du Cambout (vers 1613 † 28 juillet 1641 - au siège d'Aire), marquis de Coislin, comte de Crécy, colonel-général des Suisses & Grisons, lieutenant-général des armées du roi, il se signala en plusieurs occasions, principalement dans le passage du Rhin à Mayence, à la retraite de Veudres, aux prises de Hesdin et d'Arras,
- Pierre du Cambout (23 août 1655 † 7 mai 1710 - Paris), duc de Coislin, baron de La Roche-Bernard, pair de France, membre de l'Académie française (1702-1710), fils du précédent,
marié le 4 mai 1683 à Louise-Marie d'Alègre ( † 1692), sans postérité,
- Henri du Cambout (15 septembre 1665 - Paris † 28 novembre 1732, Prince-évêque de Metz, Prince du Saint-Empire, duc de Coislin, baron de La Roche-Bernard, comte de Crécy, premier aumônier du roi, commandeur de l'ordre du Saint-Esprit, membre de l'Académie française (1702-1710), pair de France, président des États de Bretagne, frère du précédent,

À la mort de Henri-Charles du Cambout de Coislin (en 1732), le duché de Coislin fut démembré. Pontchâteau recouvra alors son autonomie et les héritiers de l'évêque de Metz vendirent le 30 décembre 1743 la baronnie à Louis-Joseph Ier, 2e comte de Menou.

## Famille de Menou

Armes de la Famille de Menou : De gueules, à la bande d'or.

- Louis-Joseph Ier (1683 † 9 juin 1754), 2e comte de Menou, baron de Pontchâteau, Maréchal des camps et armées du roi et commandant en Haute-Bretagne, lieutenant du roi dans les ville et château de Nantes et du Comté Nantais, gouverneur du Gâvre (château près de Nantes et importante forêt destinée à fournir mats et bois des navires royaux), colonel au Régiment de Menou, Chevalier de Saint-Louis (fils de Charles de Menou (né en 1652), 1er comte de Menou, seigneur de Cuissy, gouverneur de la Citadelle d'Arras, Brigadier des armées du roi, Chevalier de Saint-Louis),
marié le 15 octobre 1722 à Louise de Casamayor de Charitte ( † 1736), dont :
Marie-Charlotte (27 août 1723 - Nantes † 15 avril 1767 - Bayonne),
mariée le 28 février 1740 à Jean-Baptiste de Caupenne (1711 † 1780), marquis d'Amou,
Louis-Joseph II 1725-1793
Anne-Louise (née le 31 août 1726),
mariée le 9 février 1750 (Nantes) à Edmond de Menou (16 février 1724 † 27 février 1797), seigneur du Méez et de Pellevoisin, sa paroisse de Bourges, colonel d'infanterie, capitaine au Régiment des Grenadiers de France, Chevalier de Saint-Louis,
Louis-Vincent (21 janvier 1730 - Nantes † 13 avril 1736 - Nantes),
Marie-Bernard (né le 18 mars 1731), sous-lieutenant du Régiment des Gardes,
Henriette-Françoise (née le 26 septembre 1733 - Nantes), dame de Cuissy,
mariée le 15 mai 1756 (Nantes) à Louis Georges Johanne de La Carre, marquis de Saumery, seigneur de Piffons, maréchal des camps et armées du Roi, lieutenant-colonel du Régiment de Royal-Piémont Cavalerie et gouverneur et grand-bailli de Blois et gouverneur du château royal de Chambord,
Charles-Elisabeth (septembre 1734 - Le Gâvre (?) † 10 novembre 1734 - Nantes),

- Louis-Joseph II (14 février 1725 - Nantes † 1793), 3e comte de Menou, baron de Pontchâteau (pour laquelle il fit hommage au roi en 1754), châtelain de La Brenière, capitaine au Régiment de La Rochefoucauld, Maréchal de camp des armées du Roi, gouverneur du Gâvre, admis aux honneurs de la Cour en 1782,
marié le 12 janvier 1751 (Nantes) par M. l'abbé De Menou (docteur en théologie, abbé de Bon-repos, scolastique dignitaire de la Cathédrale de Nantes) à Bonne-Emilie Cauchon de Maurepas (1734 † 1800), dont :
Louis-Victoire (19 mai 1752 - Nantes † 1794), 4e comte de Menou de Guisy,
marié le 9 septembre 1783 avec Marie-Jeanne Pauline Rosalie Bochart de Saron (1764 † 1798), dont :
Maximilien (8 août 1785 - Hôtel de Saron, Paris † 20 septembre 1859 - Uriage, Isère, inhumé au cimetière du Père-Lachaise), 5e comte de Menou, Capitaine au 8e Régiment de hussards, prisonnier des Russes à la Retraite de Russie, chef d'escadron du corps d'État-Major sous la Restauration, retiré du service en 1831, Baron d'Empire le 15 août 1810, chevalier de la Légion d'honneur en 1812 et Chevalier de Saint-Louis en 1823, 
marié le 19 mai 1806 (église Saint-Sulpice - Paris) à Marie Auguste Frédérique Hurault de Vibraye (1785 † 1853), dont :
Marie Auguste (5 mars 1807 † 5 octobre 1880), comtesse de Menou, vicomtesse de Luppé,
Caroline (16 décembre 1810 - Paris † 14 juin 1892 - Paris)
mariée le 24 janvier 1829 (Paris) avec Charles-Adolphe (1806 † 1842), comte de La Bourdonnaye,
Amédée Louis Henri (23 janvier 1787 † 2 septembre 1847 - Lyon), vicomte de Menou,
marié le 23 juin 1822 (Nantes) à Marie-Angélique Juliette Le Clerc de Vézins (1806 † 1868), dont :
Zénobie Philippines (27 août 1824 † 25 février 1892),
mariée le 15 avril 1845 à Edmond Louis-Philippe de Menou de Méez (né le 30 janvier 1813),
Ludovic Marie Magloire dit Louis de Menou (26 août 1825 † 1er avril 1873 - La Chapelle-Bouëxic), 7e comte de Menou,
marié le 31 août 1852 à Marie Françoise Berthe Hay des Nétumières (1831 † 1913)
Emmanuel (24 décembre 1839 † 1898), vicomte de Menou,
Adolphe Louis René 1791
Louis Marie (né le 28 avril 1753 - Nantes),
René-Marie (né le 13 septembre 1754 - Nantes),
Louise-Françoise-Émilie (née le 6 octobre 1756 - Nantes)
Narcisse-Balsame (né le 1er janvier 1760 - Nantes) (parrain: Messire Louis-Victoire de Menou, son frère, marraine: Marguerite Nicolle, femme de chambre de la famille de Menou),
Joséphine-Émilie (née le 9 mars 1761 - Nantes) (parrain : messire Louis-Charles de Menou, son frère, marraine: Marguerite Nicolle, femme de chambre de la famille de Menou),
mariée en 1780 à Pierre de Lageard de Cherval (1752 † 1830), seigneur de Saint-Martial et du Bourdet,
Jacqueline-Henriette (3 juin 1764 - Nantes † 24 janvier 1837),
mariée le 28 février 1789 (Nantes) à Cyrille de Secondat (1748 † 1826), baron de Montesquieu,

Louis-Joseph II conserva la baronnie jusqu'en 1789.
La famille, arrêtée dès 1791 comme suspecte, puis ayant émigré, ses terres furent saisies et mises en vente nationalement.
En 1799, Bonne-Émilie Cauchon de Maurepas réclama contre cette confiscation.

## Sources
- Histoire et noblesse de Pontchâteau sur www.infobretagne.com,
- Liste des seigneurs de Pontchâteau sur geneweb roglo.eu,
- Liste des teneurs de la terre de Pontchâteau par Bertand Yeurc'h,
- Archives de Loire-Inférieure, B1015,
- Archives de Loire-Inférieure, B705,
- Archives de Loire-Inférieure, 28, G318, C,
- Archives de Loire-Inférieure, B1045,
- L'encyclopédie des îles Saint-Pierre-et-Miquelon,
- Faire part de décès de Marie Auguste de Menou,
- Archives de Loire-Inférieure, E436,
- Archives de Loire-Inférieure, B59, E397 et 435,
- Dom Morice, Preuves, tome III, col. 331,
- Archives de Loire-Inférieure, 1H6, no 37,
- Archives de Loire-Inférieure, E436,
- Dom Morice, Preuves de l'Histoire de Bretagne, I715, 817 et 838
- Catalogue généalogique de la Noblesse bretonne,
- Dom Morice, Preuves de l'Histoire de Bretagne, I394,
- Dom Morice, Preuves de l'Histoire de Bretagne, I471 et 472,
- Dom Morice, Preuves de l'Histoire de Bretagne, I553 et 564